# Neogastromyzon nieuwenhuisii
Neogastromyzon nieuwenhuisii är en fiskart som beskrevs av Popta, 1905. Neogastromyzon nieuwenhuisii ingår i släktet Neogastromyzon och familjen grönlingsfiskar. Inga underarter finns listade i Catalogue of Life.